# Velikonočna kronika
Chronicon Paschale (slovensko Velikonočna kronika, iz grškega  Πασχάλιο χρονικό [Pasháloi hronikó]), tudi  Chronicum  Alexandrinum  (Aleksandrijska  kronika),  Chronicum  Constantinopolitanum (Konstantinopelska  kronika) in Fasti Siculi (Sicilski fasti)  je  dogovorjen naslov grške krščanske kronike sveta iz 7. stoletja. Njen naslov izhaja iz sistema datiranja, ki temelji na krščanskem velikonočnem ciklu. Grški avtor jo je naslovil s "Kratka vsebina dogodkov  od prvega človeka Adama do  20. leta vladanja slavnega cesarja Heraklija".
Velikonočna kronika je povzetek in nadaljevanje starejših kronik. Leta 600 do 627, se pravi zadnja leta vladanja cesarja Mavricija (582–602), celotno vladavino cesarja Fokasa (602–610) in prvih sedemnajst let vladanja cesarja Heraklija (610-641), avtor opisuje kot njihov sodobnik.
Avtor Velikonočne kronike je, tako kot drugi letopisci, vanjo vnesel anekdote, opise glavnih osebnosti, ki so v nekaterih primerih pravi portreti, nenavadne dogodke, na primer potrese in pojave kometov, in povezal cerkveno zgodovino z domnevno svetopisemsko kronologijo. Rimski politik, zgodovinar in pisec  Sempronij Azelion  opozarja na njeno zgradbo, po kateri se letopisci (annales) razlikujejo od zgodovinarjev (historia) Vzhodnega rimskega cesarstva. 
Velikonočna kronika je obširna zbirka podatkov, ki poskuša v časovnem  zaporedju nanizati  dogodke od stvaritve Adama. Najpomembnejši rokopis, Codex Vaticanus græcus 1941 iz 10. stoletja, je na začetku in na koncu poškodovan in se na hitro konča leta 627. Na njegovem začetku je uvod, ki vsebuje razmišljanja o krščanski kronologiji in izračunu velikonočnega cikla. Dogodki so razvrščeni po tako imenovanem bizantinskem ali starem julijanskem koledarju, ki se je v grškem  pravoslavnem krščanstvu uporabljal  do konca osmanske vladavine. Po tem koledarju je delo nastalo 21. marca 5507.
Avtor, ki ima samega sebe za sodobnika cesarja Heraklija, je bil morda klerik ekumenskega patriarha Sergija. Delo je bilo napisano verjetno v zadnjih desetih letih Heraklijeve vladavine. 
Glavni viri, ki jih je uporabila Kronika, so bili Sekst Julij Afričan, Fasti consulares (Konzulski fasti), Evzebijeva Kronika in cerkvena zgodovina in razprava O merah in utežeh škofa Epifanija Ciperskega, ki je ustvarjal v 4. stoletju.

## Kasnejše izdaje
- L. Dindorf (1832), Corpus Scriptorum Historiae Byzantinae
- J. P. Migne, Patrologia graeca, 92
- C. Wachsmuth (1895), Einleitung in das Studien der alten Geschichte
- H. Gelzer (1885), Sextus Julius Africanus und die byzantinische Chronographie, ii. I
- J. van der Hagen (1736), Observationes in Heraclii imperatoris methodum paschalem
- E. Schwarz (1899), Realencyclopädie, iii, 2
- C. Krumbacher (1897), Geschichte der byzantinischen Litteratur

## Vira
- Encyclopædia Britannica, 11. Izdaja, Cambridge University Press, 1911, ki je v javni lasti
- C. Herbermann (urednik), Catholic Encyclopedia, Robert Appleton Company, 1913, ki je v javni lasti